# Gerardus Bernardus Michael van Erkel
Gerardus Bernardus Michael van Erkel (Amsterdam, 25 april 1906 - Doorn, 1 februari 1998) was tijdens de Tweede Wereldoorlog commandant van de onderzeeboten O 23 en O 24.
In 1923 werd Van Erkel adelborst. In 1935 werd hij commandant van Hr.Ms. O 6, daarna van de Hr.Ms. O 13 (van 1 september 1937 tot 1938) en de Hr.Ms. O 15 (van 27 augustus tot 16 december 1938).
| Van              | Tot               | Onderzeeboot |
| ---------------- | ----------------- | ------------ |
| 1935             | 13 januari 1936   | Hr.Ms. O 6   |
| 1 september 1937 | 1938              | Hr.Ms. O 13  |
| 27 augustus 1938 | 16 december 1938  | Hr.Ms. O 15  |
| 13 mei 1940      | 1 juni 1940       | Hr.Ms. O 24  |
| 1 juni 1940      | 28 september 1940 | Hr.Ms. O 23  |
| 20 november 1940 | 13 november 1941  | Hr.Ms. O 23  |

## Tweede Wereldoorlog
Toen de oorlog uitbrak, was Van Erkel commandant van de Hr.Ms. O 24 (O 24). Hij nam deel aan de acties in de Nieuwe Waterweg en werd onderscheiden met de Bronzen Leeuw.
Op 13 mei vertrokken de O 24 en zijn broederboot O 23 uit de Lekhaven in Rotterdam. Op 15 mei kwamen ze veilig bij de Rede van Duins in Zuid-Engeland aan. Dezelfde dag vertrokken ze met de HMS Willem van der Zaan, de O 9 en de O 10 naar Portsmouth waar ze op 16 mei binnenliepen. Commandant Van Erkel werd voor de tweede keer onderscheiden met de Bronzen Leeuw.
In juni 1940 moest de O 24 een paar weken naar de Thornycroft scheepswerf bij Southampton om afgebouwd te worden. Van Erkel werd toen commandant van de O 23.

### Zeven patrouilles op de Noordzee
Op 18 augustus 1940 kreeg Van Erkel opdracht om met de O 23 te patrouilleren op de Noordzee, ten oosten van Edinburgh. Drie weken later voerde hij daar een tweede patrouille uit. Tevens moest de O 23 de bemanning zoeken van een neergestort Brits vliegtuig. De mannen werden niet gevonden.
Op 28 september 1940 ging Van Erkel met ziekteverlof, hij werd vervangen door  A.M. Valkenburg. Op 20 november 1940 kwam Van Erkel weer terug. Hij moest de O 23 naar een dok in Grangemouth brengen. Na een week werd de O 23 naar Rosyth gesleept, waarna hij naar Dundee vertrok.
De vijfde patrouille was van 18 december 1940 tot 1 januari 1941 bij Bergen (Noorwegen), hier werd op 20 januari ook de zesde patrouille uitgevoerd. Op 25 januari hoorde men twee explosies aan boord, mogelijk veroorzaakt door een vijandelijke aanval. Van Erkel liet de O 23 nog dieper duiken en kon daarna veilig naar Dundee terugkeren. Op 12 februari werd de O 23 weer naar Noorwegen gestuurd. Nog voordat ze daar aangekomen waren, werd Van Erkel teruggeroepen en naar Gibraltar gestuurd. De Britse HMS Delphinium escorteerde hem.

### Escorte van konvooien
Na enkele oefeningen met de Britse HMS Rochester en de HMS La Malouine escorteerden deze drie schepen konvooi HG-57/OG-57. Op 11 april 1941 was de O 23 weer terug bij Gibraltar. Daarna escorteerde de O 23 konvooi HG-60/OG-60. Op 10 mei was de O 23 terug bij Gibraltar. De elfde missie was het escorteren van konvooi HG-63/OG-63. Bij terugkomst moest de O 23 een week in het dok. Op 23 juni schoot de O 23 vier torpedo's af naar de Italiaanse tanker Capasitas. Die zonk. Tijdens de 13de patrouille schoot de O 23 in de Tyrreense Zee twee torpedo's af in de richting van een Italiaans konvooi dat van Napels naar Tripoli voer. Zij misten hun doel. Op 3 september 1941 voer de O 23 terug naar Dundee.
Daarna voer hij als eerste officier op de Hr.Ms. Colombia van december 1941 tot 27 februari 1943 en op de Hr.Ms. Jacob van Heemskerck van 24 december 1943 tot 21 februari 1944.

## Na de oorlog
In juni 1947 werd Van Erkel naar Belawan op Sumatra gestuurd. Hij maakte diverse landingen mee op de oostkust van Sumatra (1947), de N.O. kust van Java (1948) en bij Djambi, Sumatra (1948). Deze landingen vormde onderdeel van Indonesische Onafhankelijkheidsoorlog.
In 1953 werd hij commandant van de nieuwe HMS De Zeven Provinciën. Een jaar later werd hij chef-staf in Den Helder, en van 1960 tot 1964 was hij commandant van de Allied Naval Forces Central Europe (ANFCE).

## Rangen
- 18-08-1926    luitenant-ter-zee 3e klasse[2]
- 18-08-1928    luitenant-ter-zee 2e klasse[2]
- 13-05-1937    luitenant-ter-zee 1e klasse[2]
- 01-03-1947    kapitein-luitenant-ter-zee[2]
- 18-08-1954    kapitein-ter-zee[2]
- 25-07-1960    Vice-admiraal[2]

Hij ging op 1 april 1964 met pensioen.

## Onderscheidingen
- Distinguished Service Order (DSO)[4]
- Bronzen Leeuw (BL2), 2x in 1940[4]
- Oorlogsherinneringskruis (OHK), 14-8-1950[4]
- Ereteken voor Orde en Vrede (OV.1), 15-5-1950[4]
- Officier in de Orde van Oranje Nassau met zwaarden (ON.4x)[4]
- Orde van de Nederlandse Leeuw - Ridder (NL.3), april 1950[4]
- Ereteken voor Langdurige Dienst als Officier, april 1960[4]
- Bronzen Kruis (2x), 1940 en 1941[4]